# Aurora (album d'Avishai Cohen)
Pour les articles homonymes, voir Aurora.
Albums de Avishai Cohen
Gently Disturbed
(2008) Seven Seas
(2011)
Aurora est un album du musicien de jazz israélien Avishai Cohen, sorti en 2009. Il s'agit du premier album sur lequel Avishai Cohen chante.

## Liste des titres
| 1.    | Morenika               | 4:33 |
| 2.    | Interlude in C# Minor  | 0:59 |
| 3.    | El Hatzipor            | 6:05 |
| 4.    | Leolam                 | 3:31 |
| 5.    | Winter Song            | 5:00 |
| 6.    | It's Been So Long      | 5:17 |
| 7.    | Alon Basela            | 4:05 |
| 8.    | Still                  | 3:35 |
| 9.    | Shir Preda             | 4:03 |
| 10.   | Aurora                 | 4:24 |
| 11.   | Alfonsina y el mar     | 4:29 |
| 12.   | Noches noches / La luz | 7:23 |
| 53:24 |                        |      |

| Titre bonus CD | Titre bonus CD  | Titre bonus CD | Titre bonus CD | Titre bonus CD | Titre bonus CD | Titre bonus CD | Titre bonus CD | Titre bonus CD | Titre bonus CD |
| No             | Titre           | Durée          |                |                |                |                |                |                |                |
| -------------- | --------------- | -------------- | -------------- | -------------- | -------------- | -------------- | -------------- | -------------- | -------------- |
| 13.            | Shalom Aleichem | 3:42           |                |                |                |                |                |                |                |
| 57:09          |                 |                |                |                |                |                |                |                |                |

| Titre bonus iTunes | Titre bonus iTunes | Titre bonus iTunes | Titre bonus iTunes | Titre bonus iTunes | Titre bonus iTunes | Titre bonus iTunes | Titre bonus iTunes | Titre bonus iTunes | Titre bonus iTunes |
| No                 | Titre              | Durée              |                    |                    |                    |                    |                    |                    |                    |
| ------------------ | ------------------ | ------------------ | ------------------ | ------------------ | ------------------ | ------------------ | ------------------ | ------------------ | ------------------ |
| 13.                | Ezion Gever        | 4:20               |                    |                    |                    |                    |                    |                    |                    |
| 57:47              |                    |                    |                    |                    |                    |                    |                    |                    |                    |